# Emma Myers
Emma Myers, född 2 april 2002 i Orlando i Florida, är en amerikansk skådespelerska. Hon började sin karriär som barnskådespelerska 2010, då hon medverkade i The Glades. Hon fick sitt genombrott 2022 med huvudrollen som Enid Sinclair i Netflix-serien Wednesday.

## Biografi
Emma Myers föddes 2002 i Orlando, Florida. Hon fick som barn hemundervisning.
Myers gjorde sin debut som barnskådespelerska 2010 i TV-serien The Glades. Hon började agera professionellt vid 16 års ålder. Myers medverkade i Southern Gospel (2020), A Taste of Christmas (2020) och Girl in the Basement (2021). Hon fick sitt genombrott i Netflix-serien Wednesday 2022, då hon spelade rollen som Enid Sinclair mot Jenna Ortega, som spelade Wednesday Addams. Myers spelar även i Netflix komedifilm Familjeförvirringen tillsammans med Jennifer Garner och Ed Helms.

## Filmografi

### Filmer
| År   | Titel                | Roll                              |
| ---- | -------------------- | --------------------------------- |
| 2010 | Letters to God       | Tjej på en skolbuss (okrediterad) |
| 2020 | A Taste of Christmas | BeeBee Jordan                     |
| 2021 | GIrl in the Basement | Marie Cody                        |
| 2023 | Familjeförvirringen  | CC Walker                         |
| 2025 | A Minecraft Movie    | Natalie                           |

### TV-serier
| År    | Titel                            | Roll                   |
| ----- | -------------------------------- | ---------------------- |
| 2010  | The Glades                       | Paige Slayton          |
| 2020  | The Baker and the Beauty         | Stephanie              |
| 2020  | Dead of Night                    | Tjejen från Magnolia   |
| 2022– | Wednesday                        | Enid Sinclair          |
| 2024– | En duktig flickas handbok i mord | Pippa (Pip) Fitz-Amobi |